# Andrej Kolkutin
Andrej Kolkutin (rusky Андрей Колкутин) (* 1957, Smoljaninowo, Přímořský kraj) je ruský malíř.
V roce 1982 dokončil své vzdělání na uměleckém institutu v tehdejším Leningradě (dnešní Petrohrad), pojmenovaném po ruském umělci Ilju Repinovi. Žil a pracoval ve městě Nalčik, hlavním městě Kabardsko-balkarské republiky v Rusku. Kolkutin je členem ruské skupiny umělců The Foster Brothers.
Kolkutin vyvinul nový styl, který spojoval prvky ikonografie se suprematismem, kubismem a naivním uměním. Nejčastěji se zabývá olejomalbou, ale zkusil také tvorbu dřevěných plastik.
Kolkutinova díla se nacházejí například v Treťjakovské galerii v Moskvě, muzeu umění v Tule, státním muzeu v Nalčiku, dánském hlavním městě Kodaň a obrazové galerii ve Volgogradu.